# Berlin – Auguststraße
Berlin – Auguststraße ist ein Dokumentarfilm des DEFA-Studios für Dokumentarfilme von Günter Jordan aus dem Jahr 1980.

## Handlung
Es ist das Jahr 1979 und ein Filmteam begleitet über vier Monate die Kinder einer Klasse der Bertolt-Brecht-Oberschule in der Berliner Auguststraße.
Ein unkonventioneller und junger Klassenleiter bemüht sich, seinen Schülern mehr Freund und Ratgeber zu sein, als nur Wissen zu vermitteln. Er bemüht sich, ihr Selbstvertrauen, ihre Meinungsfreiheit, ihre Kritikfähigkeit und ihr Selbstbewusstsein zu fördern. Die Schüler sind dafür sehr dankbar und geben ihrem Lehrer dafür fast ausnahmslos gute Noten. Als er nach den Ferien die Anforderungen an die Kinder, auch in Fragen der Disziplin erhöht, sind sie nicht in allen Fällen damit einverstanden.
Petra lebt bei ihrer alleinerziehenden Mutter und hat noch neun Geschwister. Im Haushalt ist sie ihrer Mutter eine große Hilfe, wäscht mit ihren 12 Jahren die Wäsche, macht oft das Essen fertig und wenn die Mutter Spätschicht hat, übernimmt sie auch Teile der Reinigung der Wohnung und geht Einkaufen. In der Schule ist sie Mitglied in einer Kabarettgruppe, die auch in Betrieben auftritt. Hier gibt es manchmal Probleme, da nicht alle Kinder die gleiche Meinung haben. Petra stellt auch Bedingungen, um weiter in der Arbeitsgemeinschaft mitzumachen. Während der Dreharbeiten hat sie Geburtstag und es wird gezeigt, wie sie den mit den anderen Kindern verbringt und zählt ihre Geburtstagsgeschenke auf: Briefpapier, ein Puzzlespiel, Bücher, Pullover, Strümpfe, Blumen und Süßigkeiten. Von einem Bruder hat sie 4 Mark bekommen und von der Mutter bekommt sie noch einen Wellensittich, was aber noch ein wenig dauern kann, da sie krank war und das Geld dafür im Moment nicht reicht. Einer ihrer Brüder befindet sich im Heim, da er mit einem Freund auf der Straße andere Leute bestohlen hat.
Karolina ist die Vorsitzende des Klubs junger Künstler und bekommt die Aufgabe, sich stärker bei der Vorbereitung des anstehenden Schulfestes auf dem Koppenplatz zu engagieren. Es geht vor allen Dingen um die Bekanntmachung des Festes unter dem Motto „Nischt wie hin“. Doch mit vervielfältigten Handzetteln, einem großen Transparent über der Auguststraße und vielen persönlichen Gesprächen wird auch das bewältigt, so dass sie am 20. Juni auf der Bühne das Fest in Anwesenheit ihrer Mutter eröffnen kann.
Thomas kommt nach den Ferien mit seiner Mutter und seiner großen Schwester nach Hause. Wieder in der Schule kommt es zu Diskussionen, ob er in Gruppenrat der Pionierorganisation Ernst Thälmann in seiner Klasse gewählt werden will und soll, denn eigentlich hat er keine richtige Meinung dazu. In einem persönlichen Gespräch mit seinem Klassenlehrer lässt er sich aber von der Richtigkeit und Wichtigkeit seiner Mitwirkung im Gruppenrat überzeugen. Am Tage der Wahl kommt die Überraschung: Thomas, jetzt mit Gipsarm, wird in den Gruppenrat gewählt.

## Produktion
Berlin – Auguststraße wurde unter dem Arbeitstitel Rotes Halstuch als Schwarzweißfilm gedreht und hatte seine festliche Premiere am 18. Mai 1980 im Pionierpalast Ernst Thälmann in der Berliner Wuhlheide.
Die Dramaturgie lag in den Händen von Jutta Diemert.

## Kritik
In der Berliner Zeitung war man im Jahr 1980 der Meinung, dass hier liebevoll ein Stück des Lebens im Jahr 1979 mit Mitteln gezeigt werde, die an die Traditionen des proletarischen Films Ende der zwanziger Jahre erinnerten. Helmut Ullrich schrieb, ebenfalls 1980, in der Neuen Zeit, dass ein junges Team sich in eines der ältesten Berliner Wohnviertel begeben habe und das dortige Leben frisch und direkt erfasste. Er bewertete den Film für sich als sehr sehenswert.
Das Lexikon des internationalen Films stellt fest, dass der Film zugleich eine Milieubeschreibung eines alten Ost-Berliner Kiezes sei. Er beeindrucke durch konsequente Suche nach der Wahrheit des alltäglichen Lebens, die vom Regisseur auch formal, durch szenische Originaltöne und Handkamera, betont werde.
Anlässlich des 70. Geburtstages von Günter Jordan bewertete Ralf Schenk, Redakteur der Berliner Zeitung, im Jahr 2011 den Film als „Sinnbild für einen besseren Sozialismus“. Die abgebildeten Kinder seien „erfrischend offen und widerspenstig; ein junger Lehrer, der die Schwingungen in der Klasse erspürt, darauf eingeht, Widersprüche zur Diskussion stellt“.